# مطار سيبولان
مطار سيبولان  (بالإنجليزية: Sibulan Airport)‏ (إياتا: DGT، إيكاو: RPVD) هو مطار عام يخدم مدينة دوماجويتي الواقعة في مقاطعة نيجروس اورينتال ويشغل المطار هيئة الطيران المدني الفلبينية. وهو أحد المطارين الرئيسيين في المنطقة 